# As Glórias de Maria
As Glórias de Maria é um livro clássico no campo da Mariologia Católica Romana, escrito durante o século XVIII por Santo Afonso de Ligório, um Doutor da Igreja.

## Autor
Afonso Maria de Ligório, C.Ss.R., nascido Alphonsus Maria de' Liguori, foi um bispo católico italiano que se destacou como escritor espiritual, filósofo escolástico e teólogo.
Nascido numa família nobre de Nápoles, Ligório teve uma brilhante carreira em direito antes de ser ordenado padre. Depois disso, fundou uma ordem religiosa, a Congregação do Santíssimo Redentor (chamados "redentoristas") dedicada ao trabalho entre os pobres. Em 1762, foi nomeado bispo de Santa Agata de' Godos. Afonso foi um escritor prolífico, publicando nove edições de sua "Teologia Moral" ainda em vida, além de outras obras devocionais e ascetas, além de muitas cartas. Entre suas obras mais famosas estão "As Glórias de Maria" e "O Caminho da Cruz", esta última utilizada ainda hoje em muitas paróquias durante os serviços religiosos da Quaresma.

## História
O livro foi escrito numa época em que alguns jansenistas (que eram declarados heréticos pelo papa) criticavam as devoções marianas, e foi escrito em parte como uma defesa da devoção mariana. O livro combina numerosas citações em favor da devoção à Santíssima Virgem Maria dos Padres da Igreja e dos Doutores da Igreja com as próprias opiniões pessoais de Santo Afonso sobre a veneração mariana e inclui uma série de orações e práticas marianas.
A primeira parte do livro centra-se na oração Salve Regina (Salve Rainha) e explica como Deus deu Maria à humanidade como o "Portão do Céu". Sobre esse assunto, Santo Afonso citou São Boaventura: "Ninguém pode entrar no Céu, a não ser por Maria, como que através de uma porta".

A segunda parte do livro trata das principais festas marianas como a Imaculada Conceição, Natividade, Purificação, Anunciação, Assunção, etc. A terceira parte enfoca as Sete Dores de Maria, explicando como seu "martírio prolongado" foi maior do que o de todos os outros mártires. A quarta parte discute dez virtudes diferentes da Santíssima Virgem, enquanto a quinta parte fornece uma coleção de orações, meditações e devoções marianas. Um apêndice é dedicado a defender o papel de Maria como mediadora de todas as graças. 